# Отран-Меодр-ан-Веркор
Отран-Меодр-ан-Веркор (фр. Autrans-Méaudre en Vercors) — муніципалітет у Франції, у регіоні Овернь-Рона-Альпи, департамент Ізер. Отран-Меодр-ан-Веркор утворено 1 січня 2016 року шляхом злиття муніципалітетів Отран i Меодр. Адміністративним центром муніципалітету є Меодр. Населення — 3075 осіб (01.01.2021).